# Kalltalsperre
Die Kalltalsperre ist eine Trinkwasser-Talsperre bei Simmerath-Rollesbroich in der Nähe von Monschau in der Städteregion Aachen.

## Beschreibung

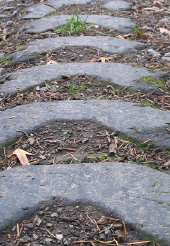
Panzerkette im Kalltal

Mit dem Bau der Kalltalsperre, die den Fluss Kall aufstaut, wurde am 21. März 1934 als Regierungsprogramm zur Arbeitsbeschaffung begonnen. Ebenso begann 1934 der Bau der Stauanlage Heimbach und der Rurtalsperre Schwammenauel. Die Talsperre wurde am 8. Januar 1936 erstmals eingestaut und am 23. August 1936 eingeweiht. Von der Kalltalsperre führt der 6,2 km lange Kallstollen zur Dreilägerbachtalsperre. Bereits seit 1926 gab es einen Verbindungsstollen zur Rohwasser-Überleitung aus den Bächen des Kalltales in die Dreilägerbachtalsperre.
Mit dem Ausbau der Rurtalsperre  und des Obersees zwischen 1955 und 1959 wurde zudem eine Rohwasserentnahmeleitung vom Obersee der Rurtalsperre bis ins Hasenbachtal und ab dort durch den 3,7 km lange Heinrich-Geis-Stollen zur Kalltalsperre gebaut.
Der Erddamm hat einen Betonkern und ist 34 Meter hoch. Das Dammvolumen wird auch mit 244.000 m³ angegeben; möglicherweise ist dies das Volumen mit dem 13.000 m³ starken Betonkern und 230.000 das Volumen ohne den Kern. Am Fuß der Kerntafel ist ein Kontrollgang integriert, in dem eine Vielzahl von Messeinrichtungen zur Überwachung der Talsperre installiert sind. Der Kontrollgang wird im Taltiefsten von Grundablassstollen gekreuzt. Hier verlaufen 2 Stahlrohrleitungen, über die die Talsperre entleert werden kann. Am Ende dieser Leitungen befindet sich im Nebenschluss eine Wasserkraftanlage, in der die potenzielle Energie des Wassers der Pflichtabgabe zum Kallunterlauf zu elektrischer Energie umgewandelt wird.
Die Rohwasserentnahme erfolgt über einen, im Stausee am Kopf des Kallstollens angeordneten, Entnahmeturm. Das zur Trinkwasseraufbereitung bestimmte Wasser wird auch hier über die Turbine einer Wasserkraftanlage geführt mit einer elektrischen Leistung von 227 kW. Durchschnittlich werden pro Jahr 450.000 kWh elektrischer Energie erzeugt. (Stand 2005) An dem Entnahmeturm schließt weiterhin die sogenannte Dükerleitung an, die die Verbindung zum Heinrich-Geis-Stollen darstellt. Diese Leitung ermöglicht die Rohwasserdurchleitung vom Obersee der Rurtalsperre zur Trinkwasseraufbereitungsanlage an der Dreilägerbachtalsperre bei Roetgen, ohne dass es zu einer Vermischung mit dem Rohwasser der Kalltalsperre kommt.
Betreiberin ist die Wassergewinnungs- und -aufbereitungsgesellschaft Nordeifel, eine 50 Prozent Tochter der enwor-energie & wasser vor ort GmbH und 50 Prozent Tochter der Stadtwerke Aachen.

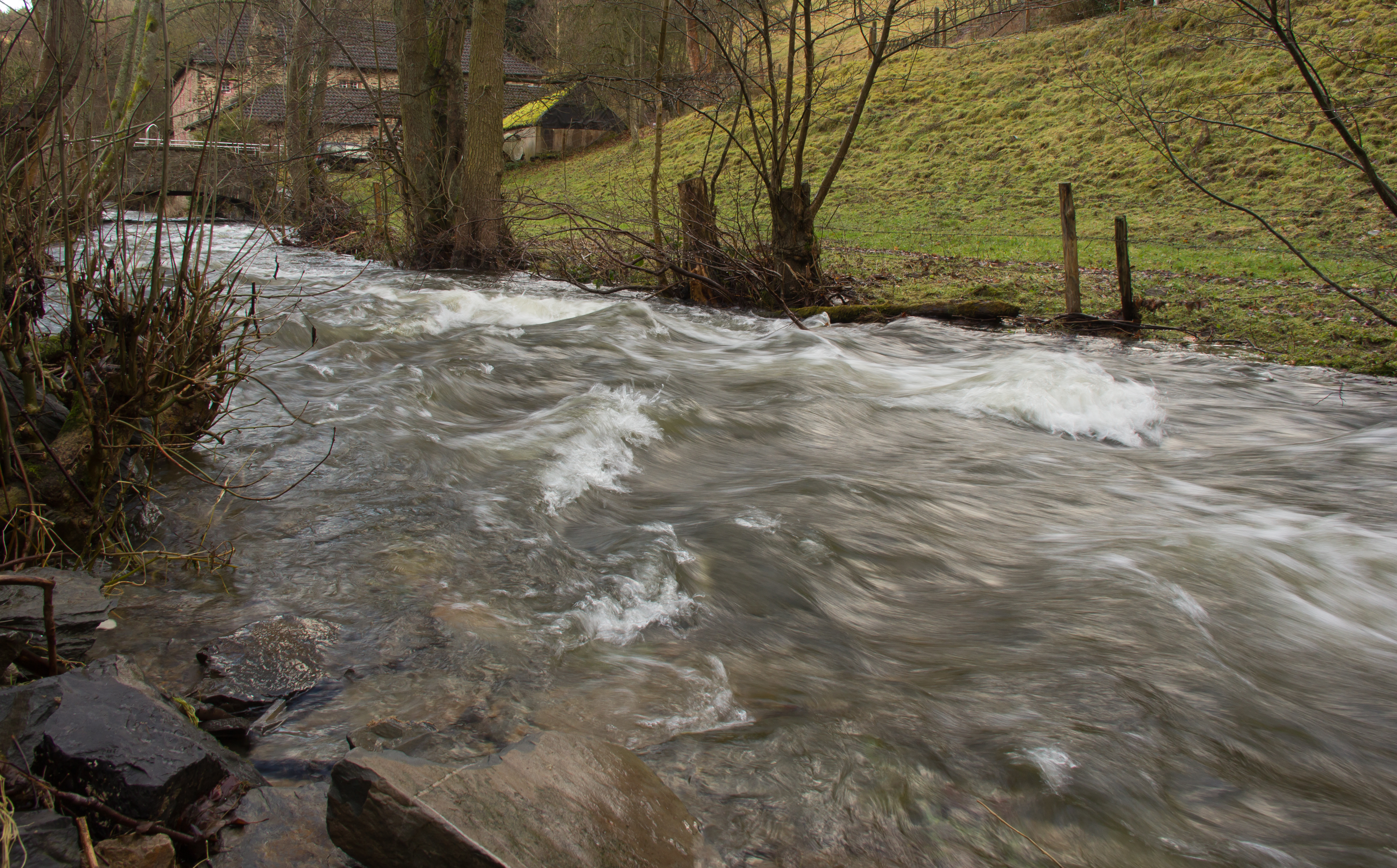
Die Kall

In der Hochwassersituation Juli–August 2021 lief die Talsperre voll und unkontrolliert über in die Kall.

## Freizeitmöglichkeiten
An Freizeit- und Erholungsmöglichkeiten ist Wandern und Fahrradfahren möglich. Baden oder Wassersport sind nicht zugelassen, da es eine Trinkwassertalsperre ist. Es gibt einen Rundweg um die Talsperre, der vom Wanderparkplatz Kallbrück aus zu Fuß gut zu erreichen ist. - Die technischen Anlagen können auf Anfrage besichtigt werden.

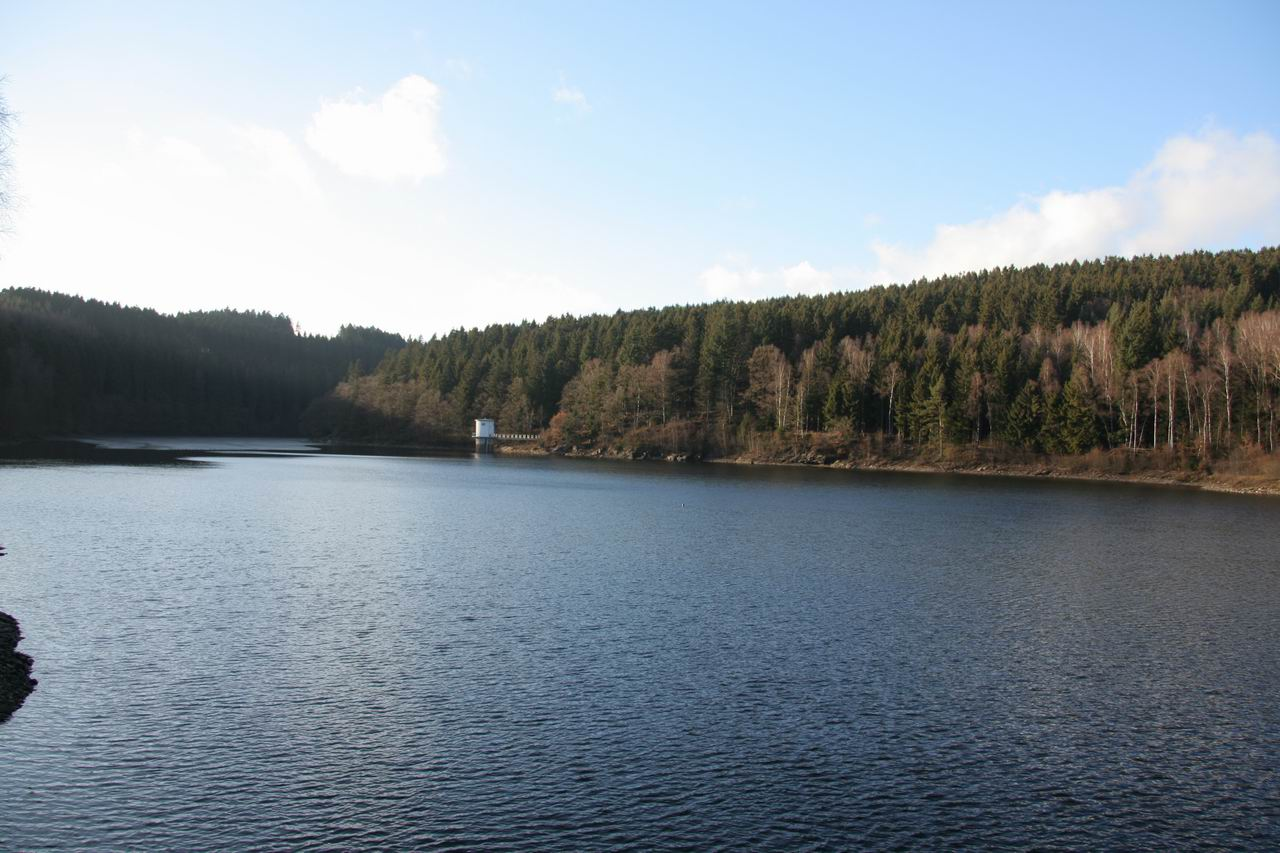
Blick vom Staudamm über den See.
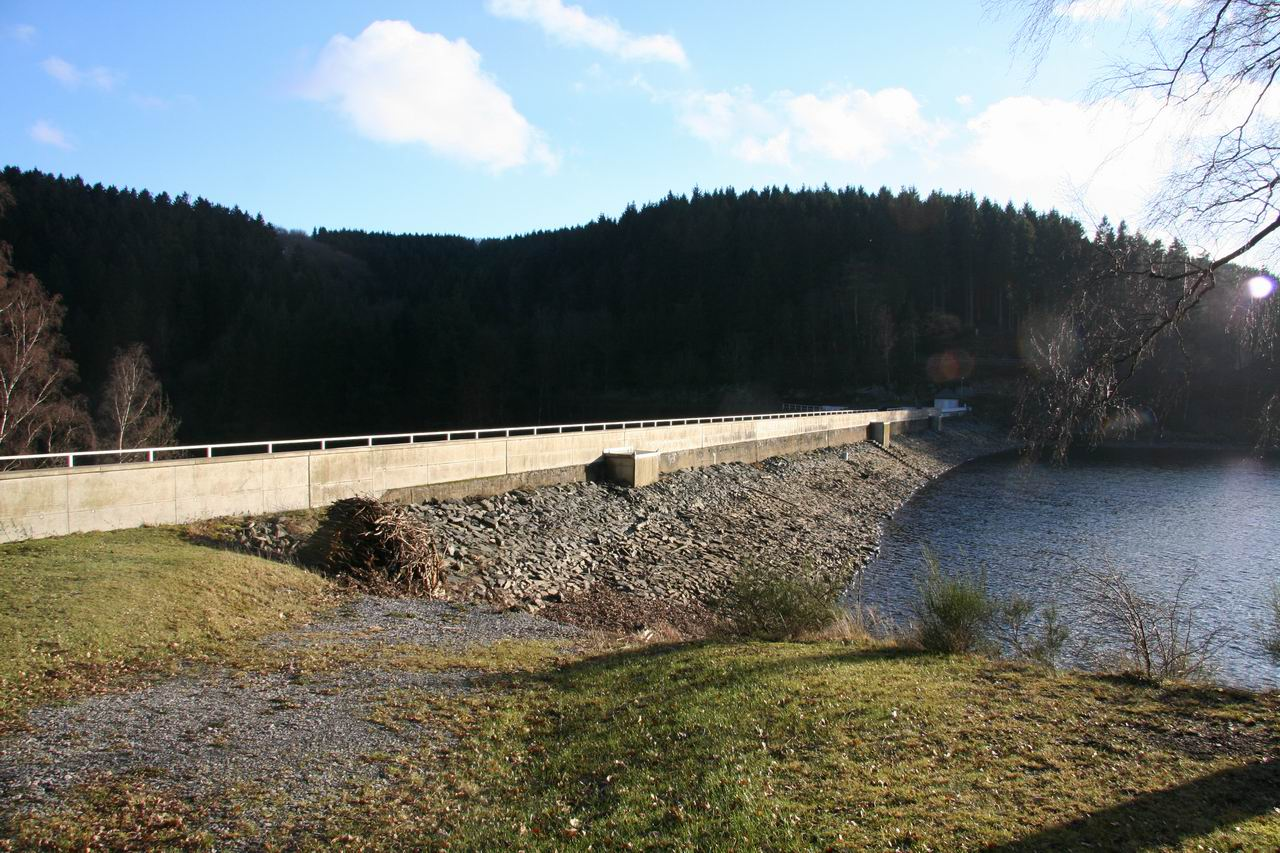
Damm, wasserseitige Ansicht.
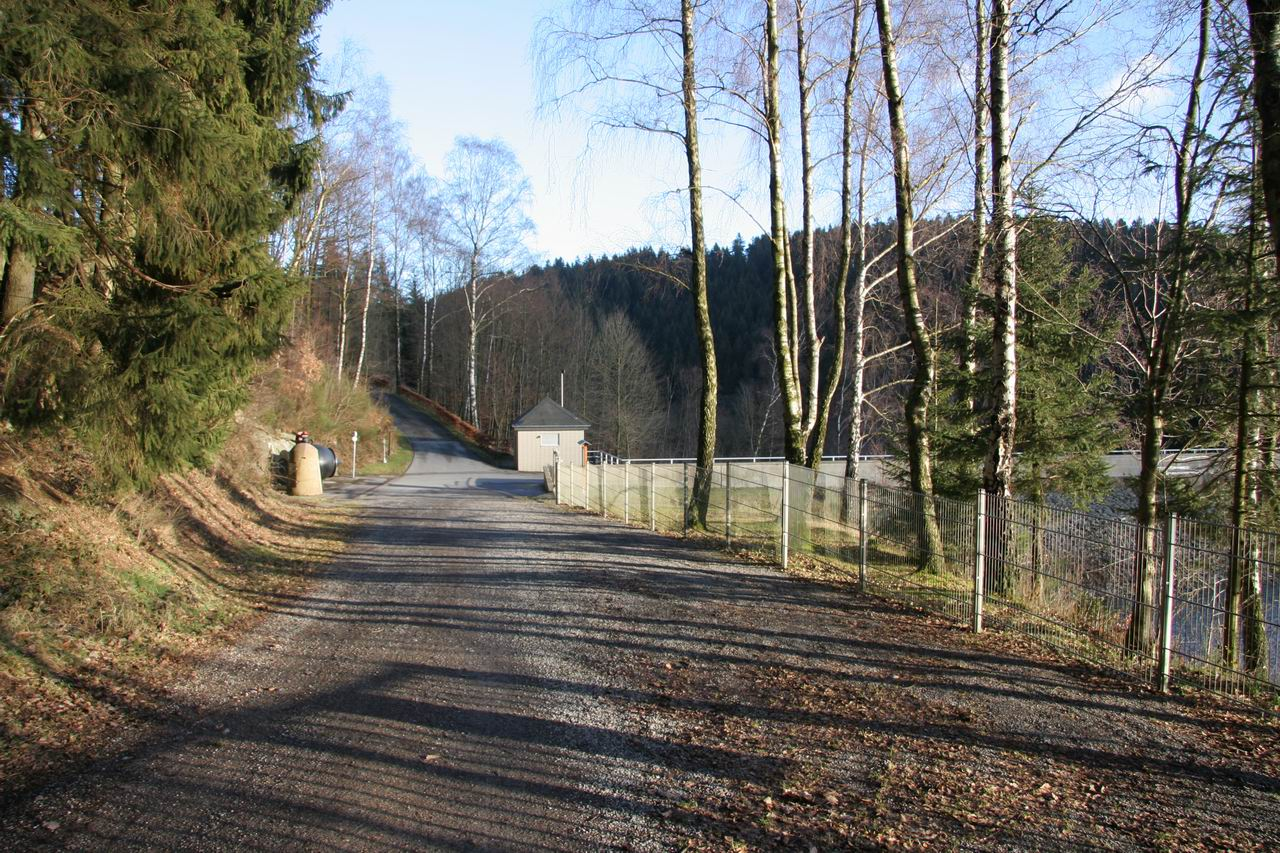
Wanderweg um den See.